# محمدرضا همزه‌ای
فریبرز همزه‌ای  یا م. رضا همزه‌ای (زاده‌ی هرسین -)، جامعه‌شناس، پژوهشگر اجتماعی، نویسنده، مستندساز و استاد دانشگاه رازی کرمانشاه است. وی عضو انجمن ایران‌شناسان اروپا و نیز از نویسندگان دانشنامه ایرانیکا است.

## زندگی
فریبرز همزه‌ای در هرسین در استان کرمانشاه به دنیا آمد. تا سال ۱۳۵۰ خورشیدی- تحصیلات ابتدایی و متوسطه در شهرهای کرمانشاه و تهران به پایان رساند. در دوران متوسطه مدتی به عنوان حسابدار مشغول به کار شد. در سال ۱۳۵۰ برای خدمت وظیفه به نیروهای ویژهٔ هوابرد- تهران پیوست و در سال ۱۳۵۳ در شرکت اتومبیل سازی جنرال موتورز ایران در تهران به عنوان حسابدارمشغول به کار شد. سپس به هندوستان رفت و در سال ۱۳۵۷ از دانشگاه پونا لیسانس اقتصاد دریافت کرد. وی پس از آن مدتی در فرانسه زندگی کرد، اما دوباره به هندوستان بازگشت و در سال ۱۳۵۹ فوق لیسانس خود را در رشته جامعه‌شناسی از دانشگاه پونا دریافت کرد. همزه‌ای از آن تاریخ به آلمان رفت و تا سال ۱۳۶۵ در آنجا مشغول به پژوهش و مطالعه شد. وی اولین مدرک دکترای خود را از دانشگاه پونا با رساله‌ای دربارهٔ جامعه‌شناسی ادیان «جنبش‌های اجتماعی هزاره‌گرا» دریافت کرد. در سال‌های ۱۹۸۶ تا ۱۹۸۹ میلادی- پژوهش میان‌رشته‌ای در دانشکدهٔ جامعه‌شناسی و علوم اجتماعی دانشگاه آوگسبورک (آلمان) با رسالهٔ دکترای درباره‌ی؛ بررسی جامعه‌شناختی و تاریخی کردان یارسان انجام داد و دومین مدرک دکترا را از این دانشگاه دریافت نمود. سپس برای ادامه تحصیل به آلمان بازگشت و با ارائه رساله‌ای دربارهٔ کشورهای در حال رشد کره جنوبی، ایران و آرژانتین مدرک فوق دکترای خود را در رشته توسعه بین‌الملل از دانشگاه کاسل آلمان دریافت کرد. همزه‌ای همچنین در سال‌های ۱۹۹۲ تا ۱۹۹۸ میلادی پژوهشی میان رشته‌ای و مقایسه‌ای دربارهٔ فعالیت‌های اقتصادی در پیوند با هویت گروهی (نمونه‌ها از تاریخ و ساختار هویتی کولیان مشرق زمین) در رابطه با «پیوندهای موجود میان اقتصاد و هویت گروهی» انجام داد و از دانشگاه اوزنابروک آلمان درجه پروفسوری خود را دریافت کرد.
فریبرز همزه‌ای به زبان‌های فارسی، کردی (آشنایی به سه گویش جداگانه) عربی، انگلیسی، آلمانی و هندوستانی و اردو آشنایی دارد و آثار خود را به زبان‌های فارسی، انگلیسی، آلمانی، ترکی و کُردی نوشته‌است.
تحصیل همزه‌ای در زبان‌های خارجی
- ۱۳۵۳هجری خورشیدی دریافت دیپلم زبان انگلیسی از کانون تعلیماتی انجمن ایران و آمریکا، تهران
- از ۱۹۷۵ تا ۱۹۷۸ میلادی- تحصیل زبان هندیوستانی (هندی/اردو) در پونا
- از ۱۹۸۱ تا ۱۹۸۳ میلادی- تحصیل زبان آلمانی در انجمن فرهنگی آلمان در پونا و در دانشگاه آوگسبورگ
- ۱۹۸۳ میلادی- دریافت دیپلم زبان آلمانی از دانشگاه آوگسبورگ

## فعالیت هنری
فریبرز همزه‌ای رمانی به نام «ورچم» به زبان فارسی نوشته‌است. از وی همچنین دفتر شعری به نام «از کوچه‌های خاکی سرتپه تا خاک» به چاپ رسیده‌است. وی در نگارش رمان به پست مدرنیسم توجه دارد. وی همچنین در زمینه فیلمسازی نیز دست به تجربیاتی زده‌است. فیلم وی دربارهٔ محله بوداییان هند در سال ۲۰۰۹ در دانشگاه آوگسبورگ آلمان به نمایش درآمد.

## آثار

### تألیف
- ه‍م‍زه‌ای، ف‍ری‍ب‍رز، خ‍اس‍ت‍گ‍اه خ‍ی‍زش: س‍رآغ‍ازی ب‍ر ج‍ام‍ع‍ه‍. ش‍ن‍اس‍ی ت‍وس‍ع‍ه و ج‍ن‍ب‍ش‌ه‍ای اج‍ت‍م‍اع‍ی در ای‍ران، وی‍راس‍ت‍ار ع‍ب‍دال‍ح‍م‍ی‍د پ‍ای‍زن، ک‍رم‍ان‍ش‍اه: نشر تاق‌ب‍س‍ت‍ان و انتشارات دان‍ش‍گ‍اه رازی، ۱۳۸۴.
- همزه‌ای، فریبرز و عبدالحمید پاپ زن، سرآغازی بر پژوهش‌های دانش بومی و فرهنگ شفاهی غرب ایران، کرمانشاه: انتشارات دانشگاه رازی، ۱۳۸۵.
- ه‍م‍زه‌ای، ف‍ری‍ب‍رز، جامعه‌شناسی هویت گروهی و قومی در ایران، نمونه: گویشوران لکی، کرمانشاه: انتشارات دانشگاه رازی، ۱۳۸۵.
- ه‍م‍زه‌ای، ف‍ری‍ب‍رز، بررسی جامعه‌شناسی فرهنگ خوراک در ایران: در دورنمای گفتمان توسعهٔ پایدار، کرمانشاه: انتشارات دانشگاه رازی، ۱۳۸۸.
- ه‍م‍زه‌ای، ف‍ری‍ب‍رز، بررسی فرهنگ خوراک و هنر آشپزی مردم ایران، ۲ج، کرمانشاه: انتشارات دانشگاه رازی، ۱۳۸۹.
- همزه‌ای، فریبرز و فاضل‌بیگی، محمدمهدی، از توسعه‌نیافتگی تا توسعهٔ پایدار، جلد اول و جلد دوم کرمانشاه: انتشارات دانشگاه رازی، ۱۳۹۰.
- همزه‌ای، ف‍ری‍ب‍رز، پژوهشی میان‌رشته‌ای در تاریخ و فرهنگ هرسین از دیدگاه توسعهٔ پایدار، کرمانشاه: انتشارات دانشگاه رازی، ۱۳۹۱.
- ه‍م‍زه‌ای، ف‍ری‍ب‍رز، هنر باستانی بافندگی در فرش کردی، کرمانشاه: انتشارات دانشگاه رازی، ۱۳۹۱.
- همزه‌ای، ف‍ری‍ب‍رز، رزم‌نامه: اسطوره‌های کهن زاگرس (۴ جلد)، کرمانشاه: دانشگاه رازی، چاپ اول: ۱۳۹۳.
- همزه‌ای، ف‍ری‍ب‍رز،  جایگاه دانش بومی در توسعه پایدار نمونه باغداری و جنگل‌کاری در هورامان، کرمانشاه: دانشگاه رازی، چاپ اول: ۱۳۹۶.
- همزه‌ای، ف‍ری‍ب‍رز، گذاری بر فرهنگ و ادبیات شفاهی کردان جاف، کرمانشاه: دانشگاه رازی، چاپ اول: ۱۳۹۶.
- همزه‌ای، ف‍ری‍ب‍رز، رزمﻧﺎﻣﻪ: اﺳﺘﻮرهﻫﺎي  ﮐﻬﻦ  زاﮔﺮس، واﮐﺎوي  ﺟﺎﺳﺘﮕﺎه  ﻓﺮﻫﻨﮕﯽ  و  زﺑﺎﻧﯽ، ﻧﺸﺮ  داﻧﺸﮕﺎه  رازي ﮐﺮﻣﺎﻧﺸﺎه،  1393
- همزه‌ای، ف‍ری‍ب‍رز، رزمﻧﺎﻣﻪ:  اﺳﻄﻮرهﻫﺎي ﮐﻬﻦ زاﮔﺮس، ﺑﻪ ﻧﻈﻢ ﮔﻮراﻧﯽ-ﻟﮑﯽ،  ﻧﺸﺮ داﻧﺸﮕﺎه رازي ﮐﺮﻣﺎﻧﺸﺎه،  1393
- همزه‌ای، ف‍ری‍ب‍رز، رزمﻧﺎﻣﻪ:  اﺳﻄﻮرهﻫﺎي ﮐﻬﻦ زاﮔﺮس، ﺑﺮﮔﺮدان از ﻧﻈﻢ ﮐﺮدي ﺑﻪ ﻧﺜﺮ ﻓﺎرﺳﯽ،  ﻧﺸﺮ داﻧﺸﮕﺎه رازي ﮐﺮﻣﺎﻧﺸﺎه،  1393
- همزه‌ای، ف‍ری‍ب‍رز ، خِرَد مردمی در زبان کُردی، مه‌سله‌تی کوردی کرماشانی (همراه با بررسی و واکاوی فرهنگی)،  ﻧﺸﺮ داﻧﺸﮕﺎه رازي ﮐﺮﻣﺎﻧﺸﺎه،  1402
- همزه‌ای، ف‍ری‍ب‍رز ، کتاب سرمایه‌داری، گسستِ اندیشه و جانِ جهان، سخنی در جامعه شناسیِ فرهنگیِ استعمار و کابوسِ توسعه در خاورزمین، ﻧﺸﺮ داﻧﺸﮕﺎه رازي ﮐﺮﻣﺎﻧﺸﺎه،  1402

مقاله
- همزه‌ای، ف‍ری‍ب‍رز، ﮐﺎرﺑﺮد ﻓﺮﻫﻨﮓ ﻣﺮدﻣﯽ در ﭘﮋوﻫﺶﻫﺎي ﻋﻠﻤﯽ، در ﻣﺎﻫﻨﺎﻣﻪي ﭼﯿﺴﺘﺎ، ﺷﻤﺎره‌ي 142-141، ﻣﻬﺮ-آﺑﺎن،1376 .ﺻﺺ 125-122.
- همزه‌ای، ف‍ری‍ب‍رز، ﻫﻤﯿﺴﺘﺎد ﮔﻤﺎﻧﻪاي در ﭘﺴﺮوي اﺟﺘﻤﺎﻋﯽ اﯾﺮان در ﭘﯿﻮﻧﺪ ﺑﺎ ﭘﺪﯾﺪهﻫﺎي ﺗﺎرﯾﺨﯽ: در رد ﮔﻤﺎﻧﻪﻫﺎي اﯾﺴﺘﺎﯾﯽ اﻗﺘﺼﺎدي، در: ﻓﺮﻫﻨﮓ اﯾﻼم )ﻓﺼﻠﻨﺎﻣﻪي ﻓﺮﻫﻨﮕﯽ ﭘﮋوﻫﺸﯽ(، ﺷﻤﺎره‌ي ﺳﯿﺰدﻫﻢ و ﭼﻬﺎردﻫﻢ، ﺑﻬﺎر و ﺗﺎﺑﺴﺘﺎن 1382 ﺧﻮرﺷﯿﺪي، ﺻﺺ. 8-39.
- همزه‌ای، ف‍ری‍ب‍رز، ﻫﻤﺴﺘﯿﺰي و اﯾﺴﺘﺎﯾﯽ ﮐﻬﻦ، در: ﻣﻮاﻧﻊ ﻓﺮﻫﻨﮕﯽﺗﻮﺳﻌﻪ: ﺑﺎ ﻧﮕﺎه وﯾﮋه ﺑﻪ اﯾﻼم )ﻣﺠﻤﻮﻋﻪ ﻣﻘﺎﻻت(، از اﻧﺘﺸﺎرات ادارهي ﻓﺮﻫﻨﮓ و ارﺷﺎد اﺳﻼﻣﯽ اﯾﻼم، ﺗﻬﺮان، 1383 ﺧﻮرﺷﯿﺪي، ﺻﺺ. 534-465.
- همزه‌ای، ف‍ری‍ب‍رز، ﮐﺮﻣﺎﻧﺸﺎه و ﮔﻔﺘﻤﺎن ﮔﻬﻮاره‌ي ﺗﻤﺪنﻫﺎي ﺟﻬﺎﻧﯽ در ﻣﯿﺪان ﻓﺮﻫﻨﮓ ﺳﺎزي ﻋﻤﻠﯽ ﯾﮏ دوره ﻣﻘﺎﻟﻪ ﻫﺎي ﻣﺮدم ﺷﻨﺎﺧﺘﯽ و ﺟﺎﻣﻌﻪ ﺷﻨﺎﺧﺘﯽ در 15 ﺑﺨﺶ در روزﻧﺎﻣﻪ ي ﻣﺤﻠﯽ "ﺑﺎﺧﺘﺮ" ﻫﻤﺮاه ﺑﺎ ﻋﻨﻮان ﻫﺎي ﺟﻨﺒﯽ از ﺷﻤﺎره ي 912، ﺳﻪ ﺷﻨﺒﻪ 20 ﻣﺮداد ﻣﺎه 1383 ﺗﺎ ﺷﻤﺎره ي 923، ﺷﻨﺒﻪ 4 ﻣﻬﺮﻣﺎه 1383.
- همزه‌ای، ف‍ری‍ب‍رز،  ﺟﺎﯾﮕﺎه ﮐﺮﻣﺎﺷﺎن در ﻣﯿﺎن ﺗﻤﺪنﻫﺎي آﺳﯿﺎي ﺑﺎﺧﺘﺮي، در: ﻣﺎﻫﻨﺎﻣﻪي "ﺳﯿﺮوان"، ﺷﻤﺎره‌ي 335، ﺷﻨﺒﻪ 21 ﺧﺮداد 1384، ﺻﺺ. 12-14.
- همزه‌ای، ف‍ری‍ب‍رز، ﮐﺎرﮐﺮد ﻓﺮﻫﻨﮓ ﻣﺮدﻣﯽ در ﭘﮋوﻫﺶﻫﺎي ﻋﻠﻤﯽ ﺑﺎ ﻧﮕﺎﻫﯽ ﺑﻪ ﺑﺎﺧﺘﺮ اﯾﺮان، در: ﻓﺮﻫﻨﮓ ﮐﺮﻣﺎﻧﺸﺎه، ﺗﺎﺑﺴﺘﺎن و ﭘﺎﯾﯿﺰ 1384 ﺧﻮرﺷﯿﺪي، ﺻﺺ. 24-11.
- همزه‌ای، ف‍ری‍ب‍رز، ﺑﺮرﺳﯽ  و  ﺑﺎزﻧﻮﯾﺴﯽ  ﻣﺘﻦ  ﮐﻬﻦ  ﮔﻮراﻧﯽ  در  ﺑﺎره‌ي:  ﺧﻮﻧ‌ﺨﻮاﻫﯽ  ﺳﯿﺪاﻟﺸﻬﺪا،  ﻃﺮح  ﭘﮋوﻫﺸﯽ، ﮐﺘﺎﺑﺨﺎﻧﻪي داﻧﺸﮕﺎه رازي ﮐﺮﻣﺎﻧﺸﺎه، اﺳﻔﻨﺪ 1388.
- همزه‌ای، ف‍ری‍ب‍رز، ﻫﻤﺮاه ﺑﺎ ﻋﺒﺪاﻟﺤﻤﯿﺪ ﭘﺎپزن و ﻣﺤﻤﺪ اﻣﯿﻦ ﺷﺮﯾﻔﯽ، ﺗﻌﯿﯿﻦ ﺗﻔﺎوتﻫﺎي ﺟﻨﺴﯿﺘﯽ در ﮔﺮاﯾﺶ ﺟﻮاﻧﺎن ﺑﻪ ﮔﺮوهﻫﺎي ﻣﺮﺟﻊ (ﻣﻄﺎﻟﻌﻪي ﻣﻮردي: ﺷﻬﺮ ﺳﻨﻨﺪج، زن در ﺗﻮﺳﻌﻪ و ﺳﯿﺎﺳﺖ ) در: ﻓﺼﻠﻨﺎﻣﻪ ﻋﻠﻤﯽﭘﮋوﻫﺸﯽ داﻧﺸﮕﺎه ﺗﻬﺮان، دوره 8، ﺷﻤﺎره 4، زﻣﺴﺘﺎن 1389، ﺻﺺ. 119-97.

### انگلیسی
- ه‍م‍زه‌ای، ف‍ری‍ب‍رز، یارسان: بررسی جامعه شناختی، تاریخی و دینی-تاریخی یک جامعه کردی(از مجموعهٔ مطالعات اسلامی)، برلین: انتشارات ک. شوارتس، ۱۹۹۰. شابک ‎۹۷۸-۳-۹۲۲۹۶۸-۸۳-۲

### به زبان آلمانی
- ه‍م‍زه‌ای، ف‍ری‍ب‍رز، زندگی کولی‌ها در شرق: بررسی مقایسه میانرشته‌ای بر روی تاریخ، هویت و فعالیت‌های اقتصادی کولی‌های شرق، شرکت انتشاراتی پیتر لانگ، ۲۰۰۲. شابک ‎۹۷۸-۳-۶۳۱-۳۹۱۱۹-۸

### ترجمه
- راب‍ی‍ن‍و، ی‍اس‍ن‍ت ل‍وی‍ی، گزارشی از بازرگانی و اجتماع شهر و ایالت کرمانشاه در سدهٔ نوزدهم میلادی، برگردان از انگلیسی، توضیح و مستندسازی تصویری ف‍ری‍ب‍رز همزه‌ای، کرمانشاه: انتشارات دانشگاه رازی، ۱۳۹۱.

### ادبیات
- ه‍م‍زه‌ای، ف‍ری‍ب‍رز، ورچ‍م، ت‍ه‍ران: ۱۳۷۳ (ت‍ه‍ران: ب‍ه‍م‍ن).
- ه‍م‍زه‌ای، ف‍ری‍ب‍رز، از ک‍وچ‍ه‌ه‍ای خ‍اک‍ی «س‍رت‍پ‍ه» ت‍ا خ‍اک، ت‍ه‍ران: ۱۳۷۰ (ب‍ی‌ج‍ا: ب‍ه‍م‍ن).

- فریبرز همزه‌ای، از با میهن تن آغازین؛ نخستین سروده‌ها و عکاسی، کرمانشاه، 1401
- فریبرز همزه‌ای، از با میهن بر دوش: شعر داستانک و عکاسی، کرمانشاه، 1401
- فریبرز همزه‌ای، از با میهن روان، هند بزرگوار؛ سروده‌ها و عکاسی، کرمانشاه، 1401
- فریبرز همزه‌ای، از با میهن دل؛ سروده‌هایی به زبان‌های: فارسی، کردی، آلمانی و انگلیسی، نقاشی از لیزا ورمان، کرمانشاه، 1401
- فریبرز همزه‌ای، از با میهن تن پسین؛ شعر و عکس از فریبرز همزه‌ای و نقاشی از: پترا هاگر، ایزابل هنش و پرویز قدوسی، کرمانشاه، 1401

## دربارهٔ ف‍ری‍ب‍رز همزه‌ای
- رحیمی زنگنه، ابراهیم، زندگی‌نامه پروفسور ف‍ری‍ب‍رز همزه‌ای، به اهتمام ادارهٔ کل فرهنگ و ارشاد اسلامی استان کرمانشاه، کرمانشاه‏‫: انتشارات گلچین ادب‬‏‫، ۱۳۹۴.